# 赤ちゃんに乾杯! (映画)
『赤ちゃんに乾杯!』（あかちゃんにかんぱい、3 hommes et un couffin）は、1985年フランス公開のコメディ映画。
第11回セザール賞にて作品賞など3部門を受賞したほか、監督賞など3部門にもノミネートされた。他にも、第58回アカデミー賞外国語映画賞と第44回ゴールデングローブ賞外国語映画賞にもノミネートされた。

## ストーリー
独身貴族のジャック、ピエール、そして漫画家のミシェルはパリでアパートをシェアし、たくさんのガールフレンドと付き合う優雅な独身生活を謳歌していた。しかしピエールとミシェルはある日、マンションのドアの前に赤ん坊が置き去りにされているのを発見する。赤ん坊と共に置かれていた手紙はジャックの元恋人からの物だった。そこから優雅な独身生活から一変し、男3人の子育て奮戦が始まる。

## キャスト
※括弧内は日本語吹替（初回放送1988年6月4日『ゴールデン洋画劇場』）
- ピエール：ローラン・ジロー（佐々木功）
- ミシェル：ミシェル・ブジュナー（水島裕）
- ジャック：アンドレ・デュソリエ（中尾隆聖）
- シルヴィア：フィリピーヌ・ルロワ＝ボリュー（フランス語版）（島本須美）
- ラポン夫人：ドミニク・ラバナン（フランス語版）（宗形智子）
- アントワネット：マース・ビラロンガ（フランス語版）
- 薬剤師：アニク・アラーヌ（フランス語版）
- マリー1：グウェンドリーヌ・モーレ
- マリー2：ジェニファー・モレ

## スタッフ
- 監督：コリーヌ・セロー
- 脚本：コリーヌ・セロー
- 製作：ジャン・フランソワ・ルプティ（フランス語版）
- 撮影：ジャン・フランソワ・ルプティ、ジャン・イヴ・エスコフィエ（フランス語版）
- 編集：カトリーヌ・ルノー
- 美術：イヴァン・モシオン（フランス語版）
- 衣装：プッサン・メルカントン、エディット・ヴェスペリーニ（フランス語版）
- メイクアップ：アンヌ・ブルディオール

## 劇中使用曲
- 弦楽五重奏曲ハ長調D.956第四楽章（作曲：フランツ・シューベルト）
- Wadin'（作曲：ホレス・パーラン）

## 受賞・ノミネート
| 賞                         | カテゴリ       | 対象                           | 結果       |
| -------------------------- | -------------- | ------------------------------ | ---------- |
| 第11回セザール賞           | 作品賞         |                                | 受賞       |
| 第11回セザール賞           | 助演男優賞     | ミシェル・ブジュナー           | 受賞       |
| 第11回セザール賞           | 脚本賞         | コリーヌ・セロー               | 受賞       |
| 第11回セザール賞           | 助演女優賞     | ドミニク・ラバナン             | ノミネート |
| 第11回セザール賞           | 有望若手女優賞 | フィリピーヌ・ルロワ＝ボリュー | ノミネート |
| 第11回セザール賞           | 監督賞         | コリーヌ・セロー               | ノミネート |
| 第58回アカデミー賞         | 外国語映画賞   |                                | ノミネート |
| 第44回ゴールデングローブ賞 | 外国語映画賞   |                                | ノミネート |

## 関連作品
- 赤ちゃんに乾杯! 18年後（2003年）：本作の続編。コリーヌ・セローは監督・脚本のほか、音楽も担当。ローラン・ジロー、ミシェル・ブジュナー、アンドレ・デュソリエも続投しているほか、マリー役はコリーヌ・セローの娘マドレーヌ・ベッソン（フランス語版）が演じている。フランスでは633館で公開され、興行成績（2月5日～11日）初登場4位になった。日本では2003年に、第11回フランス映画祭横浜のほか、第16回東京国際女性映画祭でも上映された。
- 三人の名付親（1948年）：本作のベースとなった映画。
- スリーメン&ベビー（1987年）：本作のハリウッドリメイク。続編にスリーメン&リトルレディ（1990年）がある。
- 赤ちゃんに乾杯!（1987年）：本作をベースにした日本のテレビドラマ。
- Thooval Sparsam（マラヤーラム語版）（1990年）：本作のマラヤーラム語映画リメイク。さらにヒンディー語映画リメイクのHeyy Babyy（ヒンディー語版）など、インド国内で多数リメイクされている。
- 3 Türken und ein Baby（ドイツ語版）（2015年）：本作のドイツ映画リメイク。